# 1059
سنة 1059 كانت سنة بسيطة تبدأ يوم الجمعة (الرابط يظهر نموذج التقويم الكامل للسنة) من التقويم اليولياني.

## مواليد
- فوشيه الشارتري

## وفيات
- جيزلبرت، كونت لوكسمبورغ
- عبد الله بن ياسين
- فرروح زاد
- ميخائيل السادس برينغاس